# Mauser 90DA
Le pistolet Mauser 90DA est en fait un FÉG P9R vendu sous la marque Mauser en Europe et aux États-Unis à partir de 1990. Le pistolet est principalement produit en Hongrie et finalisé dans les usines Mauser en Allemagne. Ce pistolet est une variante du Mauser 80. Le Mauser 90DAC est quant à lui une version compacte du 90DA.